# VНОЧІ
VНОЧІ (укр. вночі) — це музичний гурт з Дніпра, який грає сучасний український experimental pop. Гурт засновано 2017 року вокалісткою й авторкою пісень Анною Яценко.
Особливістю VНОЧІ є мелодійний вокал у поєднанні з сучасними електронними мотивами та глибокими хвилюючими барабанами.

## Біографія
Робота над проектом VНОЧІ почалася навесні 2017 року, коли Анна Яценко створює перші композиції і записує їх у студії разом із аранжувальником Олесем Степановим (лідер гурту «MY EX I», екс-гурт «NOTES»).
Дебютний міні-альбом «Post Scriptum»(P.S.) був представлений онлайн 19 вересня 2017 року. До нього увійшли три пісні («Серце», «Фінал», «Отрута») на спільну тему заплутаного кохання та складних стосунків. Вже за перший місяць свого існування гурт встиг завоювати серця багатьох прихильників, дати декілька інтерв'ю та потрапити зі своїми треками на радіостанції України. У той же час гурт підписує договір з українським лейблом Moon Records.
За 2 місяці, у листопаді, група представляє дебютний кліп на пісню «Отрута» [Архівовано 1 червня 2019 у Wayback Machine.], який одразу потрапляє на сторінки відомих інтернет-порталів, як MVUA та FDR Media [Архівовано 9 лютого 2014 у Wayback Machine.].
1 грудня виходить нова різдвяна пісня «Моя зима». Вже за перший місяць вона збирає більше 30 000 переглядів на YouTube-каналі «Українська Музика».
На початку весни, 7 березня, світ бачить другий міні-альбом «INTRO». До нього також увійшли три пісні: «Кроки», «Погляд», «Божевільна». Цей альбом продовжує тему кохання, однак відрізняється більш динамічною та емоційною музикою і вокалом.
4 червня група випустила другий сингл під назвою «Море». Ця пісня — цілком літній експеримент, де багато танцювальних мотивів і сонця.
Того ж літа вийшла пісня «TUT I ZARAZ» [Архівовано 22 січня 2020 у Wayback Machine.] разом із ді-джеєм та аранжувальником Renomty. Цей трек відкрив абсолютно нову сторінку в творчості групи і задав дещо електроний і танцювальний напрямок. За перші 2 тижні пісня набрала більше 10 000 переглядів на Youtube і посіла місце у рейтингу найкращих українських пісень літа-2018.
Восени того ж року гурт вперше виходить на сцену і бере участь у фестивалі KOVAL FEST [Архівовано 7 березня 2019 у Wayback Machine.], а вже за місяць, у листопаді, дає перший великий концерт разом із групою Karyotype.
Наприкінці грудня у мережі з'являється LIVE-відео на пісню «Моя зима» [Архівовано 23 травня 2019 у Wayback Machine.]. Приблизно у той же час виходить інтерв'ю з Анною для IT RADIO та прямий ефір на місцевому 51 телеканалі з учасниками гурту.
4 лютого виходить черговий сингл «Ти моє». У своєму анонсі до пісні музиканти зазначили:
|         | Ця пісня є для нас дуже особливою, адже вона написана разом із вами, нашими слухачами! |
| — VНОЧІ |                                                                                        |

І справді, у офіційному Instagram-акаунті групи віддані фанати допомагали складати текст, вибирали найбільш вдале аранжування та співали разом із VНОЧІ.
Наприкінці 2019 року виходить довгоочікувана пісня «bdby» (bad boy). Записана разом із ді-джеєм та аранжувальником Renomty, вона виводить групу на значно новий рівень. Пісня має дуже сучасне звучання та мелодію, яка одразу запам'ятовується своїм ритмічним мотивом. Незабаром на її основі народжується вірусний танок, який повторюють всі прихильники VНОЧІ.

### Назва
За словами Анни Яценко, вибір назви для нового проекту став складним завданням. По-перше, слово мало бути саме україномовним. По-друге, воно мало бути пов'язане з тією атмосферою інтимності і відкритості, яка буває тільки серед ночі.
|               | Мені хотілося вже в назві підкреслити ту щирість, з якою я спілкуюся з людьми через пісні. Творчість VНОЧІ – це взагалі дуже відверта розмова зі слухачем. Це неначе щоденник, який розкриває свої списані аркуші та розповідає історії. |
| — Анна Яценко | |

Влучна назва прийшла несподівано, з дитячої книжки. Слово «вночі» одразу припало до душі та зайняло своє ключове місце у новому проекті. Тому що вночі все чесно і по-справжньому, тому що вночі люди стають щирішими, а розмови інтимнішими. Вночі вивільняється душа.

## Дискографія

### Альбоми
2017 — «Post Scriptum»
1. Серце
2. Фінал
3. Отрута

2018 — «INTRO»
1. Кроки
2. Погляд
3. Божевільна

### Сингли
- «Моя зима» (2017)
- «Море» (2018)
- «TUT I ZARAZ» (2018)
- «Ти моє» (2019)
- «bdby» (2019)

### Відео
- VНОЧІ — Отрута (official video)
- VНОЧІ - Моя зима (live-video)